# Анастас Петров
Анастас Петров Дачов е български балетист и балетмайстор, един от основоположниците на българския балет.

## Биография
Роден е на 1 октомври 1899 г. в Добрич в семейството на чиновник. Семейството му са преселници от Котел, които по-късно се установяват във Варна. От малък танцува, но се запознава с балета през 1920 г. като ученик във Варненската мъжка гимназия, когато посещава концерти на руската балерина белоемигрантка Мария Юриева.
От 1922 до 1925 г. учи класически танц в Берлин (на издръжка на брат си) в школата на Евгения Едуардова, балерина от Мариинския театър. Едуардова високо цени таланта му и година по-късно го прави свой асистент. От 1925 до 1927 г. Петров танцува в Дойче Опер Берлин. Работи с балетмайстора Макс Терпис, представител на немската пластична школа. За това сътудничество Петров по-късно споделя:
| „ | Аз се възпитах в двойното лоно на класическия и на свободния танц. Това отчасти ми попречи да се изградя докрай и напълно като типичен представител на класическия балет, отчасти ми помогна в експериментите ми за неговото обновяване. Винаги съм съзнавал приоритета на класическата балетна школа, но съм бил и привърженик на съдържателното балетно изкуство | “ |

След завръщането си в България (според някои източници – 1926 г.), става солист и балетмайстор в Софийската опера от 1.8.1927 г., където остава до 1961 г. Поставя танци в опери, оперети, балети, концертни номера. Само за няколко месеца подготвя танците в „Ловци на бисери“, „Орфей“, „Фауст“, „Еврейката“. Скоро след назначенито му в пресата излиза следната положителна оценка:
| „ | „Новият балетмайстор си е поставил задача да оформи балерини, достатъчно добре подготвени, за да може впоследствие да бъде реализирана далечната цел – представянето на пантомима на сцената на Народната опера… Противник на строгостта на школите и доктрините, Петров се стреми да обедини майсторството на руския класицизъм със силното, наситено изражение на немския балет…“ | “ |

Постановката му на „Копелия“ (муз. Лео Делиб) е първата цялостно професионално изработена балетна творба, с която се поставя началото на професионалния балет в България. Критиката я оценява високо:
| „ | На сцената на Народната опера се постави пантомимата „Копелия“. Изпълнението за общо учудване бе задоволително, като знаем условията, при които се развива нашето балетно изкуство… Г-н Петров даде много интересни и хубави танци, неговото гъвкаво тяло бе извънредно изразително във всички свои жестове, скокове и танцови фигури… Вън от това, окото на балетмайстора следеше всички останали групови танци и сола и ние виждахме навсякъде неговата неуморна, системна работа… | “ |

Забележителни са постановките му на „Валпургиевата нощ“ към „Фауст“, Половецките танци от „Княз Игор“ на Бородин, „Арлезианката“ и „Кармен“ на Бизе, дивертиментите от „Аида“, „Ловци на бисери“, „Хубавата Елена“. Други известни негови постановки са първият български балет „Змей и Яна“ на Христо Манолов (1937), „Раймонда“ на Глазунов (1839), „Жизел“ на Адам (1947 и 1960), „Лебедово езеро“ от Чайковски (1956), „Есмералда“ от Пуни (1958), „Орфей и Родопа“ (1960), „Прометей“ на Бетховен, „Болеро“ от Равел, „Тамара“ от Балакирев, „Куклената фея“ от Байер, „Поетът принц“. През кариерата си поставя танците в повече от 90 опери и създава 16 самостоятелни балетни постановки – някои останали като образци в историята на българския танцов театър.
Петров утвърждава класическия репертоар. В българските балети претворява българския танцов фолклор. Участва в собствените си постановки, сред които Змеят в „Змей и Яна“, Доктор Охболи в едноименния балет, Клод Фроло в „Есмералда“, Прометей, Гирей в „Бахчисарайски фонтан“ и други. Пръв тълкувател е на образите на Зигфрид в „Лебедово езеро“, Франц в „Копелия“, Змея в „Змей и Яна“ в постановката на Христо Манолов (втората версия на балета) и др.
Занимава се и с педагогическа дейност. На 1.9.1927 г. основава първата професионална балетна школа в България, в която подготвя много изтъкнати български балетни артисти – Лили Берон, Асен Гаврилов, Нина Кираджиева, Асен Манолов, Люба Колчакова, както и Неделчо Изов, Крум Янков, Евгени Заднепровски. При него са започнали Калина Богоева, Ичко Лазаров, Константин Дамянов, Маргарита Траянова, Красимира Колдамова, Пенка Енчева. Школата съществува до 1944 г. По-късно приема да работи в държавното балетно училище. По думите на Красимира Колдамова:
| „ | В мислите и мечтите си той поставяше непрестанно някаква цел, подтикваше ни да се развиваме. | “ |

В писмо по случай 50-ия юбилей на българския балет, Петров пише:
| „ | Щастлив съм, че доживях този празник на всенародно обществено признание на балета, на който посветих всяка моя мисъл, всяка моя грижа, цялата си любов, целия си живот. | “ |

Умира в София на 26 декември 1978 г.
Личният му архив се съхранява във фонд 975К в Централния държавен архив. Той се състои от 42 архивни единици от периода 1890 – 1968 г.

## Награди
- Димитровска награда (1950)[2]
- Народен артист на НРБ (1967)[2]
- Хердерова награда за обогатяване на европейската танцова традиция (1977)[1][3][7]

Ежегодният балетен конкурс в Добрич, основан през 1982 г., носи неговото име.